# Indeks giełdowy
Indeks giełdowy – wartość obliczona na podstawie wyceny akcji wybranych spółek giełdowych. Umożliwia syntetyczne przedstawienie koniunktury na giełdzie lub stanu jakiegoś sektora spółek.

## Charakterystyka
Indeks giełdowy jest miarą statystyczną pokazującą w jaki sposób zmieniają się ceny grupy wyselekcjonowanych spółek w określonym czasie oraz w istotny sposób wpływającą na zachowanie się inwestorów giełdowych. Obserwując zmiany wartości indeksu można bez analizowania cen akcji poszczególnych spółek ocenić poziom zwrotu na rynku oraz określić kierunek ruchu cen. Pierwotnie indeksy były konstruowane w celu zademonstrowania zmian cen akcji spółek notowanych na giełdzie, które następowały w krótkim okresie, a intencją powstania nie było używanie ich w długich przedziałach czasowych.
W czasie, gdy ceny były liczone i podawane bez użycia komputerów liczba spółek tworzących indeks była celowo zawężona i składała się z największych spółek na rynku. Z biegiem czasu inwestorzy zaczęli potrzebować jasnego punktu odniesienia do zmierzenia i porównania długookresowych stóp zwrotu z ich portfeli, a także klasyfikacji sektorowej określonych grup spółek. Początek ery komputerów oraz rozwój giełd i ich znaczenia na świecie doprowadziły w latach sześćdziesiątych do pojawienia się dziesiątków nowych indeksów opisujących dokładnie zachowanie określonych rynków lub sektorów. Zazwyczaj indeksy te nie pokrywały jednak całego rynku, który miały reprezentować. Wzrastające zainteresowanie małymi spółkami i ich odmienność w zachowaniu się na giełdzie doprowadziły w latach siedemdziesiątych do wprowadzenia indeksów opartych wyłącznie na małych spółkach (Russel 1000, 2000, 3000). Lata osiemdziesiąte, z kolei, przyniosły rozwój kontraktów terminowych i opcji opartych na indeksach giełdowych, które okazały się szczególnie korzystne jako punkt odniesienia i sposób rozliczania derywatywów na rynku terminowym. Ostatnie lata to czas pojawiania się indeksów międzynarodowych (MSCI World, FT-Actuaries World Index, Dow Jones Global Titans 50), w skład których wchodzą spółki z głównych giełd europejskich, azjatyckich i amerykańskich. Indeksy reprezentujące około 70% kapitalizacji giełd na całej kuli ziemskiej, szczególnie przydatne są dużym korporacjom, instytucjom finansowym i bankom do śledzenia i przewidywania trendów światowych.
Indeks giełdowy spełnia kilka różnych funkcji. Najważniejsze z nich to:
- syntetyczna informacja o sytuacji na rynku lub wybranych jego segmentach
- instrument bazowy dla instrumentów pochodnych (opcji, kontraktów futures, kontraktów forward)
- punkt odniesienia dla oceny efektywności inwestowania
- specjalistyczne narzędzie służące inwestorom do budowy własnych wskaźników giełdowych
- substytut portfela rynkowego, co ma znaczenie w teorii portfelowej i modelach rynku kapitałowego.

Miarą efektywności zarządzania funduszami inwestycyjnymi i portfelami na zlecenie jest uzyskiwanie lepszych wyników w porównaniu z innymi inwestycjami. Indeksy giełdowe mogą dawać pełny obraz rynku i wskazywać kierunek, w jakim on podąża. Kiedy kursy większości akcji zniżkują lub zwyżkują indeks może pokazać wyraźnie tendencje panujące na giełdzie. Może stanowić on przy tym ważne narzędzie dla inwestorów stosujących analizę techniczną do przewidywania przyszłych kursów. Formacje głowy i ramion, trójkątów i klinów, w które indeks często się układa, mogą pomóc inwestorowi podjąć właściwą decyzję co do spółek znajdujących się w jego portfelu. Analitycy techniczni, zapisując w formie wykresów historię ruchu indeksu dążą do odkrycia możliwych do zidentyfikowania formacji pozwalających przewidzieć przyszłe trendy giełdowe i zminimalizować ryzyko poniesienia strat na skutek przeprowadzonych operacji.
Do analizy technicznej indeksu giełdowego stosuje się trendy, średnie ruchome i wiele innych wskaźników analizy technicznej (np. wskaźnik szybkości zmian ROC, wskaźnik MACD, wskaźnik siły względnej RSI). Taka interpretacja dotyczy wtedy całego rynku i może dawać odpowiedzi na zachowywanie się rynku w przyszłości. Identyfikacja hossy lub bessy jest bardzo ważna, ponieważ średnio 75% papierów wartościowych zwyżkuje w czasie hossy, a 90% zniżkuje w czasie bessy. Z drugiej strony sam indeks może stać się instrumentem, na którym będą opierać się prawa stanowiące przedmiot obrotu na giełdzie. Staje się on wówczas instrumentem bazowym dla instrumentów pochodnych takich jak kontrakty futures czy opcje. Instrumentami takimi handluje się są na giełdzie, a ich aktualny kurs zależy od przyszłej, przewidywanej przez inwestorów wartości indeksu. Oprócz tego kontrakty terminowe stanowią doskonały sposób na zabezpieczenie pozycji otwartych na rynku kasowym. Inwestorzy – a szczególnie fundusze indeksowe – zajmując pozycje odwrotne, poprzez zabezpieczenie na rynku terminowym mogą minimalizować swoje straty, wynikające z błędnych decyzji inwestycyjnych.
Kolejnym sposobem wykorzystywanym przez inwestorów finansowych w celu osiągania dochodu wolnego od ryzyka jest stosowanie strategii arbitrażowych przy dużych odchyleniach wartości teoretycznej notowanego kontraktu do jego wartości bazowej. Nie bez znaczenia jest też fakt, iż instytucje, zajmujące się konstrukcją i wyliczaniem indeksu mogą osiągać pewien profit z tego, że na podstawie ich instrumentów notowane są prawa pochodne, które mogą mieć, tym razem ujemne, znaczenie dla samego indeksu poprzez możliwość sztucznych manipulacji jego kursem, do których dochodzi podczas terminu ich wygasania.
Kiedy mówi się o hossie lub bessie na giełdzie, oznacza to zwykle długotrwały wzrost lub spadek głównego indeksu danej giełdy, na przykład WIG na giełdzie warszawskiej.

## Indeksy giełdowe według państw
- Arabia Saudyjska: Tadawul All-Share Index(inne języki)
- Argentyna: S&P Merval
- Australia: All Ordinaries
- Austria: ATX
- Belgia: Bel 20
- Brazylia: Bovespa
- Chile: IPSA(inne języki)
- Chiny: SSE Composite
- Czechy: PX 50
- Dania: OMXC20
- Estonia: OMX Tallinn Index(inne języki)
- Filipiny: Philippine Stock Exchange
- Finlandia: OMX Helsinki 25
- Francja: CAC 40, SBF 250(inne języki)
- Hiszpania: IGBM, IBEX 35
- Holandia: AEX
- Hongkong: Hang Seng Index
- Indie: S&P CNX Nifty, BSE SENSEX(inne języki)
- Indonezja: IHSG(inne języki)
- Iran: TEPIX(inne języki)
- Izrael: TA-125 Index(inne języki)
- Japonia: Nikkei 225: Topix
- Kanada: TSE 300
- Korea Południowa: KOSPI
- Litwa: OMX Vilnius Index(inne języki)
- Łotwa: OMX Riga Index(inne języki)
- Malezja: KLCI(inne języki)
- Meksyk: IPC
- Niemcy: DAX, MDAX
- Norwegia: OBX Index(inne języki)
- Nowa Zelandia: NZSX50(inne języki)
- Pakistan: KSE 100
- Polska: WIG, WIG20, WIG30, TECHWIG, mWIG40, sWIG80 (zobacz więcej poniżej)
- Portugalia: PSI 20
- Rosja: RTS
- Rumunia: BET 10
- Singapur: STI(inne języki)[1]
- Stany Zjednoczone: Dow Jones Industrial Average, NASDAQ Composite, NASDAQ-100, S&P 500
- Szwecja: OMX Stockholm 30(inne języki), OMX Stockholm PI(inne języki)
- Szwajcaria: Swiss Market Index
- Tajwan: Taiwan Capitalization Weighted Stock Index(inne języki) (TAIEX)
- Ukraina: PFTS index(inne języki)
- Węgry: BUX
- Wielka Brytania: FTSE 100
- Włochy: MIB 30, MIBTel(inne języki)
- Turcja – BIST 100(inne języki)

### Międzynarodowe indeksy giełdowe
- Europa: Euro Stoxx 50

## Indeksy giełdowe w Polsce
Indeksy główne:
- WIG
- WIG20
- mWIG40
- sWIG80
- WIG30
- NCIndex
- WIGdiv
- WIG-ESG

Indeksy narodowe:
- WIG-Poland
- WIG-CEE
- WIG-Ukraine

Indeksy sektorowe:
- WIG-banki
- WIG-budownictwo
- WIG-chemia
- WIG-energia
- WIG-górnictwo
- WIG-leki
- WIG-informatyka
- WIG-media
- WIG-motoryzacja
- WIG-nieruchomości
- WIG-odzież
- WIG-paliwa
- WIG-spożywczy
- WIG-telekomunikacja

Indeksy pochodne:
- WIG20TR
- mWIG40TR
- sWIG80TR
- WIG30TR
- WIG20short
- WIG20lev
- WIG20dvp
- mWIG40dvp
- sWIG80dvp

Historyczne indeksy giełdowe:
- TECHWIG
- MIDWIG
- WIRR
- NIF
- WIG-DEWEL